# Spodnje Hlapje
Spodnje Hlapje este o localitate din comuna Pesnica, Slovenia, cu o populație de 98 de locuitori.